# استیو گیروین
 استیو گیروین (انگلیسی: Steven Girvin؛ زاده ۵ آوریل ۱۹۵۰) یک دانشمند اهل ایالات متحده آمریکا است.